# يان بيرن
يان بيرن (بالإنجليزية: Ian Byrne)‏ هو لاعب قذف أيرلندي، ولد في 28 نوفمبر 1992 في Ferns, County Wexford ‏ في جمهورية أيرلندا.